# 재임 중인 군주 목록
이 문서는 현재의 군주에 대해 서술한다. 

## 현재의 군주
| 이름                       | 국가           | 나이 | 지위계승년       | 정체   | 지역       | 비고  |
| -------------------------- | -------------- | ---- | ---------------- | ------ | ---------- | ----- |
| 찰스 3세                   | 영국           | 76세 | 2022년 9월 8일   | 입헌   | 유럽       |       |
| 하사날 볼키아              | 브루나이       | 79세 | 1967년 10월 4일  | 반전제 | 아시아     |       |
| 하이탐                     | 오만           | 70세 | 2020년 1월 11일  | 전제   | 아시아     |       |
| 프레데리크 10세            | 덴마크         | 57세 | 2024년 1월 14일  | 입헌   | 유럽       |       |
| 칼 16세 구스타프           | 스웨덴         | 79세 | 1973년 9월 15일  | 입헌   | 유럽       |       |
| 음스와티 3세               | 에스와티니     | 57세 | 1986년 4월 25일  | 전제   | 아프리카   |       |
| 한스아담 2세               | 리히텐슈타인   | 80세 | 1989년 11월 13일 | 반전제 | 유럽       |       |
| 하랄 5세                   | 노르웨이       | 88세 | 1991년 1월 17일  | 입헌   | 유럽       |       |
| 레치에 3세                 | 레소토         | 62세 | 1996년 2월 7일   | 입헌   | 아프리카   |       |
| 압둘라 2세                 | 요르단         | 63세 | 1999년 2월 7일   | 입헌   | 아시아     |       |
| 하마드                     | 바레인         | 75세 | 1999년 3월 6일   | 입헌   | 아시아     |       |
| 무함마드 6세               | 모로코         | 61세 | 1999년 7월 23일  | 입헌   | 아프리카   |       |
| 앙리                       | 룩셈부르크     | 70세 | 2000년 10월 7일  | 입헌   | 유럽       |       |
| 주안엔리크 비베스 시실리아 | 안도라         | 76세 | 2003년 5월 12일  | 입헌   | 유럽       | [ 1 ] |
| 에마뉘엘 마크롱            | 안도라         | 47세 | 2017년 5월 14일  | 입헌   | 유럽       | [ 1 ] |
| 노로돔 시하모니            | 캄보디아       | 72세 | 2004년 10월 29일 | 입헌   | 아시아     |       |
| 무함마드                   | 아랍에미리트   | 64세 | 2022년 5월 14일  | 전제   | 아시아     |       |
| 알베르 2세                 | 모나코         | 67세 | 2005년 4월 6일   | 입헌   | 유럽       |       |
| 미셸                       | 쿠웨이트       | 84세 | 2023년 12월 16일 | 반전제 | 아시아     |       |
| 지그메 왕축                | 부탄           | 45세 | 2006년 12월 14일 | 입헌   | 아시아     |       |
| 투포우 6세                 | 통가           | 66세 | 2012년 3월 18일  | 입헌   | 오세아니아 |       |
| 프란치스코                 | 바티칸 시국    | 88세 | 2013년 3월 13일  | 반전제 | 유럽       |       |
| 빌럼알렉산더르             | 네덜란드       | 58세 | 2013년 4월 30일  | 입헌   | 유럽       |       |
| 타밈                       | 카타르         | 45세 | 2013년 6월 25일  | 반전제 | 아시아     |       |
| 필리프                     | 벨기에         | 65세 | 2013년 7월 21일  | 입헌   | 유럽       |       |
| 펠리페 6세                 | 스페인         | 57세 | 2014년 6월 19일  | 입헌   | 유럽       |       |
| 살만                       | 사우디아라비아 | 89세 | 2015년 1월 23일  | 전제   | 아시아     |       |
| 와치랄롱꼰                 | 태국           | 73세 | 2016년 10월 13일 | 입헌   | 아시아     |       |
| 압둘라                     | 말레이시아     | 66세 | 2019년 1월 31일  | 입헌   | 아시아     |       |
| 나루히토                   | 일본           | 65세 | 2019년 5월 1일   | 입헌   | 아시아     |       |

## 같이 보기
- 군주국 목록